# Lepthyphantes serratus
Lepthyphantes serratus là một loài nhện trong họ Linyphiidae.
Loài này thuộc chi Lepthyphantes. Lepthyphantes serratus được Ryoji Oi miêu tả năm 1960.